# Porzson

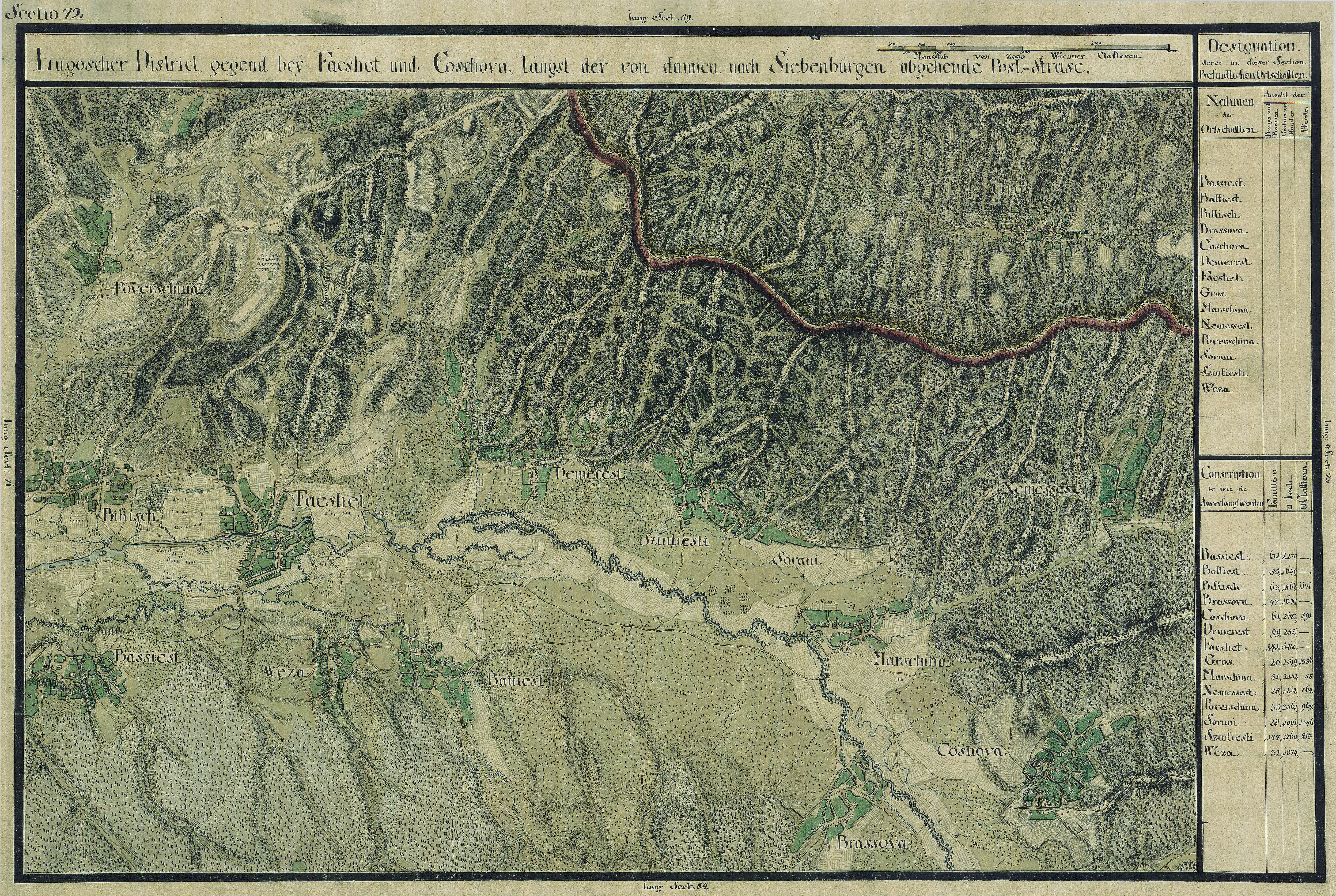
Porzson egy régi térképen

Porzson, románul: Povârgina, település Romániában, a Bánságban, Temes megyében.

## Fekvése
Facsádtól északnyugatra, a Béga egyik mellékfolyama mellett, Szádvörösmart és Kisbékés közt fekvő település.

## Története
Porzson nevét 1761-ben említette először oklevél Boverschina néven. 1785-ben és 1796-ban Poversina, 1888-ban Poverzsina, 1913-ban Porzson néven írták.
A trianoni békeszerződés előtt Krassó-Szörény vármegye Facsádi járásához tartozott.
1910-ben 449 lakosából 444 román, 5 magyar volt. Ebből 444 görögkeleti ortodox, 5 római katolikus  volt.

## Nevezetességek
1782–1783-ban épült, a Szent arkangyalok tiszteletére szentelt ortodox fatemploma a romániai műemlékek jegyzékében a TM-II-m-A-06275 sorszámon szerepel.